# قلب بقري
القلب البقري (باللاتينية: Cor bovinum) هو تضخم يصيب البطين الأيسر بسبب التحميل المفرط، سابقا كان أبرز أسبابه أنه من مضاعفات الزهري لكن أهم أسبابه حاليا فرط ضغط الدم وقصور الأبهر وداء القلب الاقفاري.